# オリスカニー (ニューヨーク州)
オリスカニー (Oriskany) は、アメリカ合衆国、ニューヨーク州オナイダ郡に所在する村。人口は2000年の国勢調査で1,459名であった。「オリスカニー」の名称はイロコイの言葉で「イラクサ nettles」を意味する。
オリスカニー村 (Village of Oriskany) は、ロームの南東、ホワイツタウン
に位置する。エリー運河南方のニューヨーク州道69号線が村を通り抜ける。

## 歴史
アメリカ独立戦争時の1777年、オリスカニーの戦いが現在の村の西部で行われた。当時オナイダ族の住む「オリスカ Oriska 」村が戦場の近くに位置していた。その位置は現在オリスカニー戦場州立史跡として示される。
村は1811年に設立された。エリー運河は村を通過していたが、19世紀に別のルートが建設された。
歴史的な記録ははっきりしないものの、村の名の由来は都市伝説となっている。郵便局における混乱で、もとは「Oriska, NY」であったものが、コンマが抜け落ち、封筒に「Oriska NY」と記されるようになり、その後間もなく「Oriskany, NY」という表記が生じたとされる。

## 空母オリスカニー
オリスカニーの名はエセックス級航空母艦の11番艦に命名された。空母オリスカニーは1950年から1976年まで就役した。2006年5月17日、通称「Mighty O」こと空母オリスカニーは人工岩礁としてフロリダ州ペンサコーラ近くのメキシコ湾で海没処分された。
オリスカニーに所在するトリンカウス・パークには、空母オリスカニーに関するいくつかの記念碑が建てられている。公園内の記念碑の間には、空母オリスカニーの艦内時鐘、錨や艦載機が展示されている。

## 位置
オリスカニーは北緯43度9分24秒 西経75度20分5秒 / 北緯43.15667度 西経75.33472度に位置する。
アメリカ合衆国国勢調査局の調査によると、村の面積の合計は0.8平方マイル（2.1平方キロメートル）であり、全てが陸地である。
村はモホーク川とオリスカニー・クリークの合流地点の近くに所在する。